# 杜邦 (华盛顿州)
杜邦市（英文：DuPont），是美国华盛顿州皮尔斯县下属的一座城市。根据 2000年美国人口普查，该市有人口2,452人。根据2010年美国人口普查，该市有人口8,199人。而2011年估计该市有8,298人。